# Amanita orientifulva
Amanita orientifulva (лат.) — гриб из рода мухомор семейства Amanitaceae. Образует микоризу с Abies, Quercus, Salix и Castanopsis. Произрастает на высоте до 4200 м в лесах Юго-Западного Китая с июня по сентябрь. 

## Описание
- Шляпка выпуклая, затем плоская и вдавленная, с сильно разлинованным краем, в центре коричневая, ближе к краю жёлто-коричневая, у края беловатая.
- Мякоть белого, кремового или желтоватого цвета, на воздухе цвета не меняющая.
- Пластинки свободные от ножки, частые, беловатые или кремовые, с более тёмными краями. Кроме пластинок также имеются многочисленные пластиночки.
- Ножка 8—20×0,5—3 см, грязно-белая или коричневатая, покрытая коричневыми, жёлто-коричневыми или серо-коричневыми чешуйками. Кольцо отсутствует. Вольва мешковидная, плёнчатая, белого цвета, с буроватым краем.
- Споры 10—14×9,5—13 мкм, шаровидной формы, неамилоидные.

## Сходные виды
- Поплавок жёлто-коричневый (Amanita fulva)